# マリオ AND ドンキーコング ミニミニカーニバル
- マリオシリーズ > マリオvs.ドンキーコング > マリオ AND ドンキーコング ミニミニカーニバル
- ドンキーコングシリーズ > マリオvs.ドンキーコング > マリオ AND ドンキーコング ミニミニカーニバル

『マリオ AND ドンキーコング ミニミニカーニバル』（マリオ アンド ドンキーコング ミニミニカーニバル、英題: Mario and Donkey Kong: Minis on the Move）は、Nintendo Software Technologyが開発し任天堂より発売されたニンテンドー3DS用アクションパズルゲーム。北アメリカとヨーロッパで2013年5月9日に、オーストラリアで2013年5月10日に、日本で2013年7月24日に発売された。

## 概要
アクションパズルゲーム『マリオvs.ドンキーコング』シリーズの流れを汲むゲームソフト。従来のシリーズではゲーム画面が横視点だったが、本作では見下ろし型視点になっている。平面のフィールド上を自動で歩き続けるおもちゃ「トイキャラクター」をゴールまで導くことがゲームの目的となる。
なお、従来シリーズではドンキーコングがポリーンをさらうというやりとりが定番だったが、今作ではそうしたことは無く、2人が笑顔で並んでいる描写もある。

## システム

### 基本ルール
前述のように、トイキャラクターがゴールに到達することを目指す。トイキャラクターはステージ内の道に沿って自動で歩き続ける。ただし、道は途中で途切れているため、道が描かれたタイルを配置したりステージ内の仕掛けを駆使したりなどしてトイキャラクターの進行を補うことになる。
トイキャラクターは「ミニマリオ」「ミニピーチ」「ミニキノピオ」「ミニDK」「ミニポリーン」の5種類から選ぶことができるが、性能に違いは無い。ニンテンドー3DS本体下画面のトイキャラクターのアイコンにタッチし続けると少し早足になる。
後述の4つのゲームモードのうち、「ミニマリオパズルランド」と「ジャイアントジャングル」モードでは、本体下画面右側に、配置用のタイルが一定時間ごとに1つずつ追加される。タイルは最大5つまでストックできるが、これを超えるとミスになる。
「ジャイアントジャングル」以外のモードではステージ内に青、緑、赤3種類の「Mコイン」が配置されている。このMコインは取得しなくてもステージクリアは可能だが、全て取得すると、後述の「トイコレクション」モードで必要となるアイテム「スター」が手に入る。
「ミニマリオパズルランド」と「ジャイアントジャングル」モードでは、トイキャラクターがいる道が環状または8の字状になるようにタイルを配置すると、その地形が一定時間浮かび上がる。これにより、通常では取れない高い位置にあるアイテムを取得できるようになる。またこの際、制限時間が増えるアイテム「タイムプラス」が現れるほか、本体下画面右側にストックされたタイルが特別な種類の物に変化する。
以下の状況の時にミスとなる。
- トイキャラクターが行き止まりに到達する。
- トイキャラクターが何も無い場所へ落下する。
- トイキャラクターがトゲや敵のミニヘイホーに触れる。
- タイルのストック数がオーバーする（「ピーチラビリンス」「マルチミニマーチ」モードを除く）。
- 時間切れになる（「ピーチラビリンス」モードを除く）。

### タイル・しかけ
基本タイル
表面に道が描かれたタイル。任意の場所に配置できる。ゲームモードにより色が異なる。
パープルタイル
表面に道が描かれた紫色のタイル。任意の場所に配置できる。基本タイルの上に配置することもできる。
トイキャラクターのいる道が環状または8の字状になるようにタイルを配置すると、ストックされている基本タイルがこのタイルに変化する。
ブルータイル
表面に道が描かれた青色のタイル。初めからステージ内に配置されておりタッチ操作で動かすことができる。「マルチミニマーチ」モードにのみ登場。
マジックタイル
任意の場所に配置した時に、その場に合った道が描かれた基本タイルに変化する。後述のリサイクルタイルの使用時に手に入る。
ボーナスゲームタイル
任意の場所に配置した後にトイキャラクターがこのタイルに辿り着くと別空間に移動し、高得点が得られるボーナスゲームが始まる。ボーナスゲーム終了後はそのままステージクリア扱いとなる。
トイキャラクターのいる道が8の字状になるようにタイルを配置すると、ストックされている基本タイルの一つがこのタイルに変化する。
ボムタイル
基本タイルの上に重ねると、そのタイルを消すことができる。
リサイクルタイル
タイルの右上に記載された数字分の基本タイルを中に入れるとマジックタイルが手に入る。入手後にリサイクルタイルは消滅する。
初めからステージ内に配置されている物のほか、トイキャラクターのいない場所で基本タイルのみで環状の道を作るとステージ内にリサイクルタイルが現れる。
ピボットタイル
表面に道が描かれており、タッチすると右に90度回転する。ステージ内に固定されている。
スプリング
トイキャラクターが上に乗ると2マス先（間1マス分）までジャンプする。
ベルトコンベヤ
トイキャラクターが上に乗ると一定方向に流される。ステージ内にスイッチがある場合はタッチすることで全てのベルトコンベヤの流れを逆方向に変更できる。
バリケード
トイキャラクターがぶつかると反対側に向きを変えて歩く。
トゲ
トイキャラクターが触れるとミスになる。
土管
トイキャラクターが中に入ると、ステージ内の別の場所にある同色の土管へワープする。
ゴールスター
トイキャラクターがこの場所に辿り着くとクリアとなる。一部ステージではアイテムのキー（鍵）を取得しないと現れない。

### 敵
ミニヘイホー
ステージ内を歩き回っており、トイキャラクターが触れるとミスになる。トイキャラクターがステージ内のアイテム「ハンマー」を取得することで倒せる。
カタパルトコング
トイキャラクターが触れると3マス先（間2マス分）まで跳ね飛ばす。その場からは動かない。ハンマーでの攻撃により消滅するが、すぐに復活する。
キャプチャーコング
「マルチミニマーチ」モードにのみ登場。ステージ内を歩き回りトイキャラクターを捕まえて動けなくする。別のトイキャラクターがハンマーで叩くことで解放される。

## メインゲーム
ミニマリオパズルランド
基本的なゲームモード。進行度合いに応じて他のモードがプレイ可能となる。全70ステージ。
ピーチラビリンス
あらかじめ用意されたタイルを全て用いてトイキャラクターをゴールへ導く。このモードではタイルの追加は行われない。また制限時間は無い。全80ステージ。
マルチミニマーチ
複数のトイキャラクターが同時にステージ内を歩き、全員がゴールした時点でクリアとなる。このモードではタイルの追加は行われない。全50ステージ。
ジャイアントジャングル
数画面分の広さがあるステージでゴールを目指す。仕組みは「ミニマリオパズルランド」とほぼ同様。ステージ内には「スター」が多数配置されている。全3ステージ。

## ミニゲーム
各ゲームでは、上位3つまでハイスコアが記録される。
ターゲットスマッシュ
パチンコのような装置でミニマリオを飛ばして宙に浮かぶ的に当てる。ヘイホー、パックンフラワー、ドンキーコング、コインの順に得点が高くなり、ポリーンの的に当てると減点、時計の的に当てると残り時間が増加する。また、奥にある的は得点または減点が2倍、3倍になる。全3ステージ。
キューブクラッシャー1 / キューブクラッシャー2
パチンコのような装置でミニマリオを飛ばして宙に浮いている立方体の集合体に当て、破壊する。爆弾に当てると広範囲を破壊でき、時計に当てると残り時間が増加する。
「キューブクラッシャー1」では1つの集合体を全て破壊するまでのタイムが早いほど高得点となり、「キューブクラッシャー2」では次々に現れる集合体を制限時間内にできるだけ多く破壊することを目指す。それぞれ全3ステージ。
ミニプロペラヘイホー キャッチ
フックを上空に発射し、空中を飛ぶミニプロペラヘイホーを捕まえ、ハンドルを右に回して集めていく。体の色が緑、青、赤の順で高得点となり、金色のプロペラヘイホーを捕まえるとその場にいる他のプロペラヘイホーも全て同時に捕まえることができる。また、一部の緑色のプロペラヘイホーには電流が流れており、捕まえると感電する。プロペラヘイホーを捕まえた後、ハンドルを連続してタッチすると離すことが可能。
1つのステージは3つの段階に分かれ、それぞれにノルマの得点が設定されている。ノルマを超えられなかった場合はその時点でゲームオーバーとなる。全3ステージ。
アップダウンテーブル
ミニマリオが乗った台を上下させて、上空の左から右あるいは右から左に流れてくる大小のコインを取得する。画面の左右端から現れる敵のキラーやプロペラヘイホーに触れるとゲームオーバーになる。全3ステージ。

## エディタールーム
「ミニマリオパズルランド」モードのシステムに準拠した形式でオリジナルのステージを作成できる。最大7マス×7マスのフィールドに各オブジェクトを配置する。また、自作ステージのアップロードや他のユーザーが作成したステージのダウンロードを行うことができる。自作ステージのアップロードは、テストプレイ時にステージ内の3枚のMコインを全て取った上でゴールすることで可能となる。

## トイコレクション
メインゲームでのステージ内のコイン全取得時や「ジャイアントジャングル」モードのステージ内で手に入る「スター」の所持数により、ゲーム内に登場するトイキャラクターを順次閲覧できるようになる。しばらく放置すると埃を被りうつむいた状態になるが、下画面のタッチパネルを用いてキャラクターを磨くと元の状態に戻る。全12体。